# 1. Division (Belgien) 1897/98
Die Erste Division 1897/98 war die dritte Spielzeit der höchsten belgischen Spielklasse im Männerfußball. Sie begann am 31. Oktober 1897 und endete am 20. März 1898.

## Vereine
In dieser Saison nahmen nur noch die fünf  verbliebenen Mannschaften der Vorsaison teil.

## Abschlusstabelle
| Pl. | Verein                       | Sp. | S | U | N | Tore    | Quote | Punkte |
| --- | ---------------------------- | --- | - | - | - | ------- | ----- | ------ |
| 1.  | FC Lüttich                   | 8   | 6 | 2 | 0 | 030:500 | 6,00  | 14:20  |
| 2.  | Racing Club de Bruxelles (M) | 8   | 4 | 2 | 2 | 029:900 | 3,22  | 10:60  |
| 3.  | Léopold Club de Bruxelles    | 7   | 2 | 3 | 2 | 015:130 | 1,15  | 07:70  |
| 4.  | Athletic & Running Club      | 8   | 2 | 1 | 5 | 011:360 | 0,31  | 05:11  |
| 5.  | FC Antwerpen                 | 7   | 1 | 0 | 6 | 007:290 | 0,24  | 02:12  |

| (M) | amtierender belgischer Meister |

## Kreuztabelle
Die Kreuztabelle stellt die Ergebnisse aller Spiele dieser Saison dar. Die Heimmannschaft ist in der linken Spalte, die Gastmannschaft in der oberen Zeile aufgelistet.
| 1897/98 | 1897/98                   | LÜT | RCB   | LÉO | ARC   | ANT   |
| ------- | ------------------------- | --- | ----- | --- | ----- | ----- |
| 1.      | FC Lüttich                |     | 2:1   | 5:2 | 5:0 1 | 5:0 1 |
| 2.      | Racing Club de Bruxelles  | 1:1 |       | 1:1 | 11:2  | 4:0   |
| 3.      | Léopold Club de Bruxelles | 1:1 | 0:5 1 |     | 1:1   | –:– 2 |
| 4.      | Athletic & Running Club   | 0:6 | 3:1   | 0:5 |       | 5:0 1 |
| 5.      | FC Antwerpen              | 0:5 | 0:5   | 0:5 | 7:0   |       |